# Чемпионат России по тхэквондо 2020
Чемпионат России по тхэквондо 2020 года среди мужчин и женщин проходил с 9 по 15 ноября в Москве. В соревнованиях приняли участие представители 46 регионов.

## Медалисты

### Мужчины
| Весовая категория | Золото                                                    | Серебро                                                   | Бронза                                                                     |
| ----------------- | --------------------------------------------------------- | --------------------------------------------------------- | -------------------------------------------------------------------------- |
| до 54 кг          | Вячеслав Бовкун · Москва                                  | Илья Юшкин · Рязанская область                            | Владимир Грицаенко · Санкт-Петербург Фёдор Гавриленко · Ростовская область |
| до 58 кг          | Али Алиев · Дагестан                                      | Георгий Попов · Ростовская область                        | Михаил Артамонов · Санкт-Петербург Сергей Кирсанов · Татарстан             |
| до 63 кг          | Андрей Канаев · Рязанская область                         | Владислав Моисеев · Санкт-Петербург                       | Данил Алексеев · Башкортостан Саид Абдуллаев · Дагестан                    |
| до 68 кг          | Сармат Цакоев · Московская область · Северная Осетия      | Денис Лантратов · Ростовская область · Кабардино-Балкария | Болат Изутдинов · Москва Магомедрасул Омаров · Дагестан                    |
| до 74 кг          | Никита Кривейченко · Санкт-Петербург                      | Дмитрий Артюхов · Краснодарский край                      | Кадырбеч Дауров · Адыгея Рустам Одинаев · Ямало-Ненецкий автономный округ  |
| до 80 кг          | Максим Храмцов · Ханты-Мансийский автономный округ — Югра | Антон Котков · Карелия · Сахалинская область              | Иван Морозов · Иркутская область Шамиль Исаков · Дагестан                  |
| до 87 кг          | Юрий Кириченко · Краснодарский край                       | Константин Бочеров · Белгородская область                 | Глеб Захаров · Москва Олег Кириллов · Челябинская область                  |
| свыше 87 кг       | Владислав Ларин · Карелия · Сахалинская область           | Рафаиль Аюкаев · Самарская область                        | Вадим Мельников · Москва Роман Кузнецов · Иркутская область                |

### Женщины
| Весовая категория | Золото                                               | Серебро                                    | Бронза                                                                                      |
| ----------------- | ---------------------------------------------------- | ------------------------------------------ | ------------------------------------------------------------------------------------------- |
| до 46 кг          | Лариса Медведева · Москва                            | Анастасия Артамонова · Санкт-Петербург     | Варвара Журавлева · Московская область Ирина Рогозина · Самарская область                   |
| до 49 кг          | Елизавета Ряднинская · Москва                        | Наталья Антипенко · Санкт-Петербург        | Виктория Башкирова · Москва Галина Медведева · Москва                                       |
| до 53 кг          | Татьяна Минина · Челябинская область                 | Анна Казарновская · Татарстан              | Анастасия Пучко · Московская область Полина Щербакова · Санкт-Петербург                     |
| до 57 кг          | Алёна Миронюк · Татарстан                            | Елена Кривейченко · Санкт-Петербург        | Анисия Челохсаева · Московская область · Северная Осетия Мария Грицун · Москва              |
| до 62 кг          | Кристина Прокудина · Челябинская область             | Александра Шабалина · Москва               | Юлия Сироткина · Москва Юлия Турутина · Самарская область                                   |
| до 67 кг          | Анастасия Бакланова · Челябинская область            | Маргарита Близнякова · Челябинская область | Юлия Зайцева · Татарстан Валерия Башкирова · Москва                                         |
| до 73 кг          | Полина Хан · Ростовская область · Кабардино-Балкария | Анна Пичугина · Москва                     | Кристина Дюбина · Адыгея Анна Пеконкина · Челябинская область                               |
| свыше 73 кг       | Элла Борисова · Самарская область · Приморский край  | Кристина Адебайо · Москва                  | Александра Лушкина · Новосибирская область Олеся Бардаченко · Карелия · Сахалинская область |